# 甲型流感病毒H3N8亚型
甲型流感病毒H3N8亞型（英語：Influenza A virus subtype H3N8）是甲型流感病毒的一種，主要在鸟类、马和狗等动物之间传播，是马流感的主要引发因素，故又被称为马流感病毒。2011年，一份发表于美国微生物学会的报告指出H3N8病毒亦能够感染海豹。另外有实验表明，猫也会受到H3N8病毒的感染，并会表现出临床症状以及传染其他同类。2022年及2023年，中国先后报告了3例H3N8病毒感染人类的病例，其中有一人死亡，是为该种病毒的首个死亡病例。根据世界卫生组织的评定，目前人类对于H3N8亚型的了解与甲型流感的其他亚型相比还比较少，而除了引发马流感外，这种病毒也是狗流感的病原体之一。

## 简介

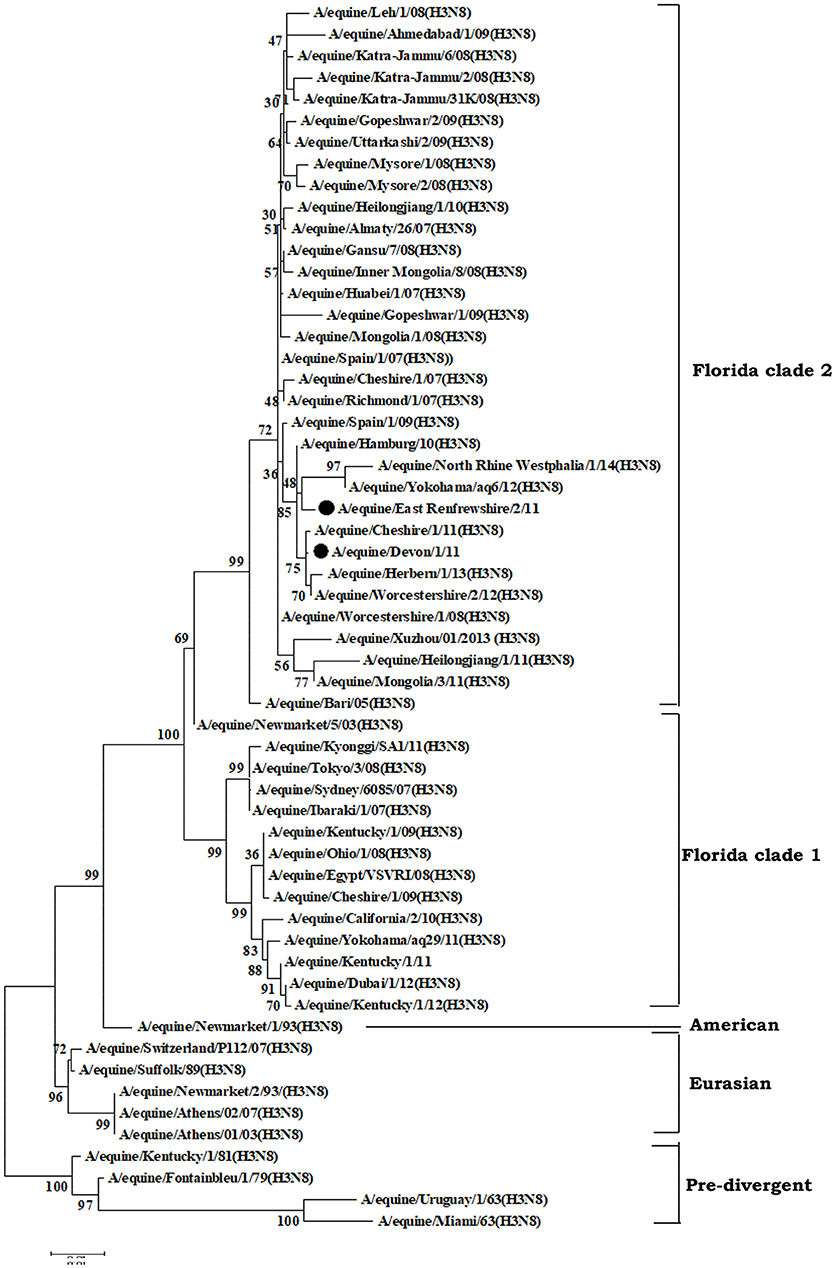
57种马流感病毒的系统发生树

马流感是一种感染性很强的呼吸道疾病，主要发生在马匹、驴、骡和斑马等马科动物之中。引起这种疾病的病毒主要是正黏液病毒科中的甲型流感病毒。目前尚未出现马匹将病毒传播给人类的情况，但人类也有可能感染马流感病毒，其中首两例分别于2022年4月和5月在中国出现。2023年4月，世界衛生組織於深夜發布聲明，中國廣東省中山市一名56岁女性於2月底感染H3N8後出現嚴重肺炎症狀，最終在3月16日病逝，成為H3N8亞型禽流感首例死亡案例。

## 历史
1964年和1965年间，一种被称为“A/equine/2”的H3N8病毒在美国迈阿密掀起了一场马流感疫情，疫情随后蔓延至北美、南美以及欧洲等地，最终于1964年和1965年发展为大规模疫情。自1963年以来，H3N8病毒以每年0.8个氨基酸替换的速度沿着单一谱系漂移。1978年到1981年，虽然疫苗已经得到了较大发展，但美国和欧洲还是出现了一场大规模的A/equine/2疫情。自1980年代末起，H3N8的进化毒株已经发展出“美国型”（American-like）和“欧洲型”（European-like）两个谱系。一份1997年的研究发现，在野生鸭群爆发的流感疫情中，有四分之一是由H3N8病毒引起。
另外，部分人认为于1889—1890年和1898—1900年爆发的两次人类流感大流行也可能是由H3N8病毒引起，此前则曾有说法认为1889年的大流感是由H2N2病毒所引起。目前为止，引发1889年或1900年大流感的具体病毒仍然没有得到确定。

## 传播路径

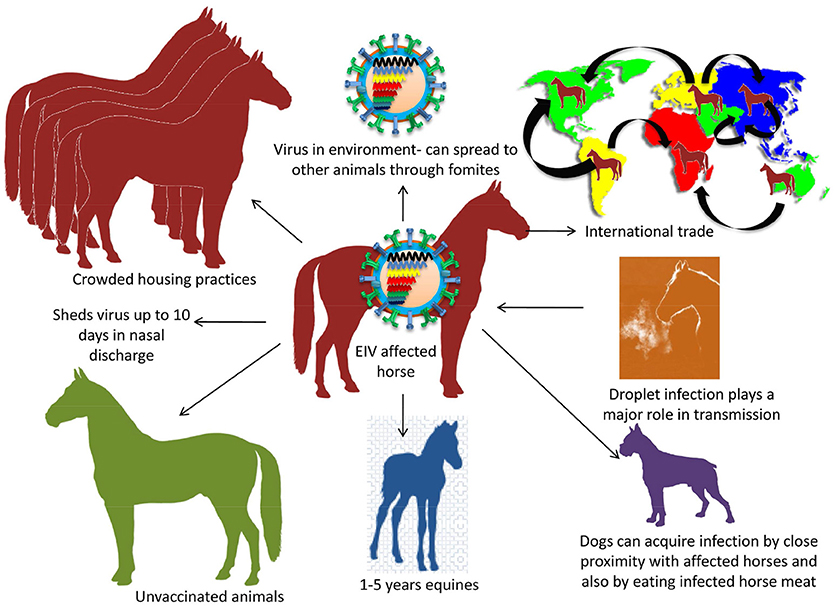
马流感病毒（EIV）的传播路径

马流感病毒具有几种不同的传播路径，其中最常见来源为呼吸道分泌物。马流感病毒主要在呼吸道上皮细胞中繁殖，能够通过马匹的咳嗽传播到空气当中，其距离可以达到30–50米，并能够借助气溶胶飞沫进行传播。马匹之间的直接或间接接触也会导致传染的发生，有时病毒还会通过人类的手或衣服以及无生命的物体间接地进行传播。不过马流感病毒在脱离马匹后无法存活太长时间，在自然环境中非常脆弱，也很容易在高温、寒冷、干燥或经过消毒的环境中死亡。马流感病毒在不同环境的表面最长可以存活48小时，在没有遵守适当的生物安全程序的情况下，人类、宠物以及各种马匹装备的流动都有可能帮助马流感病毒的传播。
某些情况下，尤其是疫苗菌株与病毒株不匹配时，部分已经接种疫苗的马匹也还会受到亚临床感染，进一步助长马流感的传播。
世界卫生组织通过已有信息评定指出，马流感病毒主要发现于野生鸟类体内，并且在各种哺乳动物物种中存在跨物种传播。禽流感病毒从鸟类传给人类的例子通常较为零星且均发生在特定的环境下，例如接触到受感染的家禽或受污染的环境等。而现有的流行病学和病毒学资料表明，马流感病毒还不具备在人类之间持续传播的能力，因此世卫组织认为这种病毒在人与人之间传播的可能性很低。不过由于流感病毒具有不断演化的能力，世卫组织强调应开展全球监测，以发现与可能影响人类（或动物）健康的流行性流感病毒相关的病毒学、流行病学和临床变化。

## 潜伏期
马流感病毒的潜伏期指从马匹开始感染到发病所经历的时间。研究表明马流感病毒的潜伏期很短，一般为1–3天，最高也仅为7天，这也使得马流感比较容易得到控制，因为受到感染的马匹能够很快被识别出来，从而可以快速采取应对措施。

## 病理生理学

马流感病毒的生命周期及发病机制

经过雾化的流感病毒可以被吸入上呼吸道和下呼吸道中并进入黏膜。马流感病毒会吸附在覆盖于呼吸道粘膜上的粘液中的糖蛋白和粘多糖之上，当感染剂量达到一定高度时，大量的病毒神经氨酸酶会破坏粘膜层，为病毒进入粘膜内部的上皮细胞创造出条件。马流感病毒感染上皮细胞的方式为通过血球凝集素刺突与细胞上的N-乙酰神经氨酸受体结合，再通过胞吞作用进入细胞质，然后在细胞质中进行复制产生新的病毒粒子，这些病毒粒子又会被从受感染细胞中出芽释放回呼吸道。病毒在3天内扩散到整个气管和支气管，引起充血、水肿、坏死、脱屑和局灶性侵蚀等症状，虽然较少出现病毒血症的情况，但如果病毒穿过基底膜并进入循环，也可能会引起骨骼肌和心肌炎症（肌炎和心肌炎）、脑炎症状和肢体水肿等。

## 诊断
马流感病毒的临床症状包括发烧102.5—105.0 °F（39.2—40.6 °C）、频繁干咳数周、流鼻涕、继发性细菌感染等。能从马匹的鼻咽部分离出病毒或发现马匹血清中的抗体浓度大幅上升等也可以作为马匹感染的诊断依据。其他临床表现还包括浆液状或轻微粘液样鼻分泌物、溢泪、颌下腺神经节淋巴结疼痛但很少肿胀、鼻和结膜粘膜充血、呼吸急促、心跳过速、肢体水肿、肌肉酸痛和僵硬等。

## 传染周期
马流感病毒的传染周期指马匹在感染后能够传播病毒的持续时间。传染周期是非常重要的概念，因为马匹在受到感染后，除了自身发病之外，还能将病毒传染给其他马匹。即使马匹的病情得到好转，但随后长时间传播的病毒会更加难以控制。马匹通常在发烧后的头24-48小时内最有传染性（即排出的病毒数量最多），但在相应疾病症状消失后，它们仍然可以在接下来的7-10天内持续排出病毒。